# Вальхальбен
Вальхальбен (нем. Wallhalben) — община в Германии, в земле Рейнланд-Пфальц. Входит в состав района Юго-западный Пфальц. Подчиняется управлению Вальхальбен. Население 843 чел. Занимает площадь 4,87 км².